# Nigel Donn
Nigel Donn (sinh ngày 2 tháng 3 năm 1962) là một cựu cầu thủ bóng đá người Anh. Các câu lạc bộ đã thi đấu bao gồm Leyton Orient và Gillingham.
Sau sự nghiệp ở các giải league ông thi đấu bóng đá non-league thêm 14 mùa giải với Maidstone United, Dover Athletic và Ashford Town.
Hiện tại ông sinh sống ở Bearsted, Kent có một cửa hàng khung ảnh mang tên Kentish Frames.